# Vang Lej (vívó)
Vang Lej (Wang Lei) (egyszerűsített kínai írással: 王磊; Sanghaj (Shanghai), 1981. március 20. –) világbajnok, olimpiai ezüstérmes kínai párbajtőrvívó.